# Amir Ali Akbari
Amir Aziz Ali Akbari (in persiano امير على‌اكبرى‎; Shahriyar, 11 dicembre 1987) è un artista marziale misto ed ex lottatore iraniano specializzato nella lotta greco-romana.
Vincitore di una medaglia d'oro ai mondiali di Mosca 2010 e di una di bronzo a quelli di Herning 2009, entrambe nella categoria 96 kg della lotta greco-romana, nel 2012 è stato squalificato a vita dalla Federazione internazionale delle lotte associate per via di ripetute positività al doping.
Terminata la carriera nella lotta, a partire dal 2014 è entrato nel mondo delle arti marziali miste, militando in federazioni quali  Absolute Championship Akhmat (ACA), Rizin Fighting Federation e ONE Championship.

## Biografia
Nato a Shahriyar, capoluogo dello shahrestān di Shahriyar, studia presso l'Università Islamica Azad di Teheran.

## Carriera sportiva

### Lotta greco-romana
Tra il 2007 e il 2008 frequenta l'accademia Melli Haffari Company Ahvaz Sports Club della Iranian Premier Wrestling League.
Nel maggio 2009 conquista la medaglia d'oro nei 96 chilogrammi ai campionati asiatici di Pattaya, superando in finale il kazako Margulan Assembekov. Quattro mesi dopo vola in Danimarca in occasione dei mondiali di Herning, dove si fregia della medaglia di bronzo nuovamente nei 96 kg.
Ai mondiali di Mosca 2010 vince l'oro nei 96 chilogrammi, superando in finale il bielorusso Tsimafei Dzeinitšenka. In semifinale aveva battuto il campione olimpico Aslanbek Chuštov, mentre nei turni precedenti l'ucraino Davyd Saldadze ai trentaduesimi, l'egiziano Mohamed Abd El-Fatah ai sedicesimi e il bulgaro Kaloyan Dinchev nei quarti.
Inizialmente selezionato per far parte della nazionale di lotta iraniana per la rassegna olimpica di Londra 2012, nell'estate del 2011 risulta positivo ad un test antidoping ed è sospeso dalle competizioni per un periodo di due anni. Salito poi di peso, torna nel luglio 2013 per partecipare alle Universiadi di Kazan' 2013, ottenendo una medaglia d'argento nei 120 kg dopo un testa a testa col turco Rıza Kayaalp. Grazie a tale exploit assurge tra i protagonisti del panorama asiatico della lotta greco-romana, sicché compete ai mondiali di Budapest 2013 dove si laurea campione nella categoria 120 kg superando agevolmente in finale l'estone Heiki Nabi. La carriera di Ali Akbari è tuttavia macchiata negativamente da una seconda positività agli steroidi anabolizzanti in un controllo di routine dopo la kermesse sportiva: la recidività del lottatore iraniano porta la Federazione internazionale delle lotte associate a squalificarlo a vita dalle competizioni, con conseguente annullamento della vittoria mondiale a Budapest (ciò comporta l'avanzamento automatico di una posizione di Nabi, che diviene vincitore della medaglia d'oro).

### Arti marziali miste
Terminata prematuramente la carriera nella lotta greco-romana, nel 2014 Ali Akbari entra nel mondo delle arti marziali miste. Compie il suo esordio il 31 ottobre 2015, ottenendo una vittoria per KO tecnico al primo round sul sudcoreano Lee Hyung-chul.
Sul finire del 2016 sigla quindi un contratto con la neonata federazione giapponese Rizin Fighting Federation. Incluso subito tra i partecipanti del Rizin World Grand-Prix, nel dicembre dello stesso anno raggiunge la finale del torneo a eliminazione diretta, dove subisce la prima sconfitta in carriera per mano del veterano Mirko Filipović. Svincolatosi dalla Rizin dopo il mancato rinnovo contrattuale, nel dicembre 2017 viene ingaggiato dalla promozione russa Absolute Championship Akhmat (ACA) dove ottiene tre vittorie, tra cui una per decisione sul polacco Daniel Omielańczuk. Nel 2019 giunge quindi alla rescissione consensuale del contratto che lo legava ai russi per accordarsi inizialmente con la Ultimate Fighting Championship (UFC), la più importante organizzazione nel campo delle arti marziali miste a livello globale: il debutto dell'iraniano in suolo statunitense rimane tuttavia incompiuto per via degli strascichi polemici in merito alla sua squalifica per doping.
Nell'agosto 2020 approda nel continente asiatico firmando per la ONE Championship. Giunto a Singapore con grandi aspettative, è protagonista di un avvio negativo venendo fermato per knockout al primo round nei suoi primi due incontri, rispettivamente contro il sudcoreano Kang Ji-won e il russo Anatolij Malychin.

### Risultati nelle arti marziali miste
| Risultato | Record | Avversario          | Metodo                        | Evento                                                         | Data              | Round | Tempo | Città                   | Note                                             |
| --------- | ------ | ------------------- | ----------------------------- | -------------------------------------------------------------- | ----------------- | ----- | ----- | ----------------------- | ------------------------------------------------ |
| Vittoria  | 11-3   | Mauro Cerilli       | TKO (gomitate)                | One Championship - One on Prime Video 1 - Moraes vs. Johnson 2 | 26 agosto 2022    | 2     | 4:02  | Kallang, Singapore      |                                                  |
| Sconfitta | 10-3   | Anatolij Malychin   | KO (pugni)                    | ONE Championship: Revolution                                   | 24 settembre 2021 | 1     | 2:57  | Kallang, Singapore      |                                                  |
| Sconfitta | 10-2   | Kang Ji-won         | KO (pugni)                    | ONE Championship: Fists Of Fury 2                              | 5 marzo 2021      | 1     | 1:54  | Kallang, Singapore      |                                                  |
| Vittoria  | 10-1   | Shelton Graves      | KO tecnico (pugni)            | ACA 93: Balaev vs. Zhamaldaev                                  | 16 marzo 2019     | 1     | 4:44  | San Pietroburgo, Russia |                                                  |
| Vittoria  | 9-1    | Daniel Omielańczuk  | Decisione (unanime)           | ACB 89: Abdulvakhabov vs. Bagov 3                              | 8 settembre 2018  | 3     | 5:00  | Krasnodar, Russia       |                                                  |
| Vittoria  | 8-1    | Denis Smoldarev     | KO tecnico (gomitate e pugni) | ACB 83: Borisov vs. Kerimov                                    | 24 marzo 2018     | 1     | 2:25  | Baku, Azerbaigian       |                                                  |
| Vittoria  | 7-1    | Tyler King          | KO tecnico (pugni)            | Rizin Fighting World Grand Prix 2017 Opening Round Part 1      | 30 luglio 2017    | 1     | 1:39  | Saitama, Giappone       |                                                  |
| Vittoria  | 6-1    | Geronimo dos Santos | KO tecnico (pugni)            | Rizin FF 5: Sakura                                             | 16 aprile 2017    | 1     | 3:34  | Yokohama, Giappone      |                                                  |
| Sconfitta | 5-1    | Mirko Filipović     | KO (pugni)                    | Rizin World Grand-Prix 2016                                    | 31 dicembre 2016  | 1     | 2:03  | Saitama, Giappone       | Finale del Rizin World Grand-Prix 2016           |
| Vittoria  | 5-0    | Valentin Moldavskij | Decisione (non unanime)       | Rizin World Grand-Prix 2016                                    | 31 dicembre 2016  | 2     | 5:00  | Saitama, Giappone       | Semifinale del Rizin World Grand-Prix 2016       |
| Vittoria  | 4-0    | Heath Herring       | Decisione (unanime)           | Rizin World Grand-Prix 2016                                    | 29 dicembre 2016  | 2     | 5:00  | Saitama, Giappone       | Quarti di finale del Rizin World Grand-Prix 2016 |
| Vittoria  | 3-0    | João Almeida        | KO tecnico (pugni)            | Rizin World Grand-Prix 2016                                    | 25 settembre 2016 | 1     | 2:25  | Saitama, Giappone       | 1º round del Rizin World Grand-Prix 2016         |
| Vittoria  | 2-0    | Radu Spinghel       | KO tecnico (pugni)            | Real Fight Championship 3                                      | 5 dicembre 2015   | 1     | 1:02  | Yokohama, Giappone      |                                                  |
| Vittoria  | 1-0    | Lee Hyung-chul      | KO tecnico (pugni)            | Full Metal Dojo 7: Full Metal Massacre                         | 31 ottobre 2015   | 1     | 0:17  | Bangkok, Thailandia     |                                                  |

## Palmarès
- Mondiali

Herning 2009: bronzo nella categoria fino a 96 kg.
Mosca 2010: oro nella categoria fino a 96 kg.
- Asiatici

Pattaya 2009: oro nella categoria fino a 96 kg.
- Universiadi

Kazan' 2013: argento nei 120 kg.